# 도성풍운 3
《도성풍운 3》(澳門風雲 3, From Vegas To Macau)는 2016년 공개된 중국의 코미디, 드라마 영화이다. 왕정이 감독, 각본을 맡았다. 주연 배우는 주윤발, 유덕화, 장학우이다.

## 출연
- 주윤발 - 지안
- 유덕화 - 도재
- 장학우 - 제이시
- 장가휘 - 쟈오 마
- 유가령 - 모초우
- 향좌 - 룽잉
- 리위춘 - 코페이
- 여문락 - 빈센트
- 싸이 - 미스터 웡